# 梅魯貝蒂利國家公園
8°32′S 113°47′E / 8.533°S 113.783°E

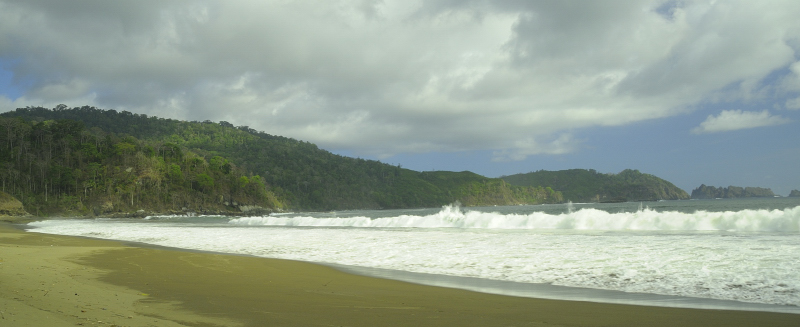

梅魯貝蒂利國家公園是印尼的國家公園，位於東爪哇省，成立於1982年，面積580平方公里，最高點海拔高度1,192米，有180種鳥類和29種哺乳類動物棲息。